# Barbara Młynarska
Barbara Młynarska-Ahrens (ur. 12 sierpnia 1942 w Kobylance) – polska aktorka teatralna i filmowa, poetka, animatorka polskiego życia kulturalnego w Szwajcarii.

## Życiorys
Absolwentka XV Liceum Ogólnokształcącego im. Narcyzy Żmichowskiej w Warszawie oraz Państwowej Wyższej Szkoły Teatralnej w Warszawie (1965). Występowała na scenach warszawskich: w Teatrze Powszechnym (1965–1968) oraz Teatrze Narodowym (1969–1971). Wzięła również udział w czterech spektaklach Teatr Telewizji (1966–1973) oraz dziewięciu audycjach Teatru Polskiego Radia (1966–1971), ponadto brała udział w programach kabaretowych i estradowych (m.in. podczas IV Festiwalu Piosenki Polskiej w Opolu). W 1968 roku wystąpiła na Festiwalu Teatralnym w Awinionie.
W 1971 roku wyjechała do Szwajcarii, gdzie w latach 1971–1986 była związana z Domem Polskim w Zurychu, i gdzie m.in. organizowała wieczory literackie z udziałem polskich twórców. Następnie założyła Klub Miłośników Żywego Słowa (z siedzibą m.in. w Baden i Brugg), zajmujący się promocja polskiej kultury.

## Życie prywatne
Siostra Wojciecha Młynarskiego. W 1976 roku wyszła za mąż za pochodzącego z Hamburga Uwe Ahrensa.

## Publikacje
- Dzikie łubiny (1991, tomik poezji)
- Zielnik rodzinny (1998)
- Życie nie tylko snem (2018)

## Odznaczenia i nagrody
- Krzyż Kawalerski Orderu Odrodzenia Polski
- Brązowy Medal „Zasłużony Kulturze Gloria Artis” (2015)[3]
- Odznaka honorowa „Zasłużony dla Kultury Polskiej”
- Dyplom Ministra Spraw Zagranicznych za zasługi w upowszechnianiu kultury polskiej w świecie (1991)
- Nagroda TVP Polonia „Za zasługi dla Polski i Polaków poza granicami kraju”: 2024[4]

## Filmografia
- Natasza i ja (1967)
- Niebieskie jak Morze Czarne (1971) – Ewa, dziewczyna Adama (rola dubbingowana przez Joannę Jędrykę)